# Hwicce

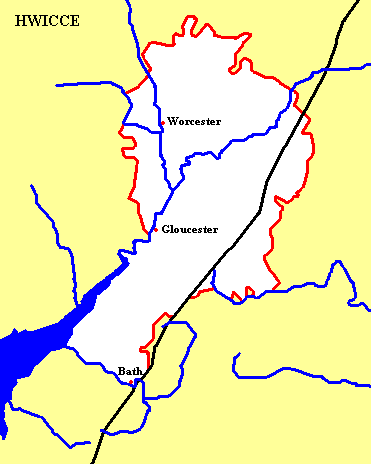
Extension du royaume des Hwicce (les frontières sont hypothétiques).

Les Hwicce sont un peuple anglo-saxon qui apparaît au VIe ou VIIe siècle dans le sud-ouest de l'Angleterre, autour de la vallée de la Severn. Leur royaume, dont les frontières sont mal connues, paraît coïncider au moins partiellement avec le diocèse de Worcester, les premiers évêques de cette cité portant le titre d’Episcopus Hwicciorum. Certains de leurs souverains, notamment Osric, sont liés aux origines chrétiennes de Gloucester. Quelques noms de lieux enfin conservent une trace de leur nom, comme la forêt de Wychwood dans l'Oxfordshire, le village de Whichford dans le Warwickshire ou le district de Wychavon dans le Worcestershire).

## Histoire

### Premières mentions
Bien que, selon la Chronique anglo-saxonne (AD 577), la région de la Severn ait été conquise par Ceawlin, l'un des premiers rois du Wessex, les Hwicce y apparaissent comme indépendants de leurs puissants voisins et, à en juger d'après nos faibles sources, se montrent plutôt ouverts vers le nord et la Mercie. 
Les Hwicce sont mentionnés pour la première fois, sous le nom de Hwinca, dans un document du VIIe siècle, le Tribal Hidage, qui donne une liste de 34 entités territoriales avec leur superficie. Le « royaume » des Hwicce y comprend 7 000 hidas (le hide se définissant en principe comme la surface nécessaire pour l'entretien d'une famille de paysans) – pour comparaison, la Mercie en comprend 30 000 et le Wessex 100 000.

### Conversion au christianisme
Bède nous donne en passant les noms d'Eanfrith et d'Eanhere, qui sont respectivement le père et l'oncle d'Eafe (Ebba), l'épouse du roi du Sussex Æthelwealh. Il ajoute qu'Eafa avait été baptisée dans son pays (alors que son mari ne l'est pas encore) et qu'Eanfrith et Eanhere sont chrétiens, ainsi que tout leur peuple.
Ce christianisme – qui précède également la conversion des Gewissae du Wessex – paraît une originalité des Hwicce. Ils n'ont apparemment pas été convertis par les missionnaires venus du continent, comme la plupart des autres Anglo-Saxons. Auraient-ils été touchés par la prédication des moines de Lindisfarne qui se développe en Mercie sous le règne de Penda (633-655) ? Il serait dans ce cas très étonnant que Bède n'en parle pas. On a donc été amené à penser qu'ils devraient leur christianisme à une communauté romano-celtique qui aurait survécu dans le territoire où ils se sont installés au VIe siècle (peut-être à Gloucester) et que les « rois » Eanfrith et Eanhere seraient les représentants d'une famille aristocratique immigrée qui, bien avant 650, avait déjà fusionné avec ses homologues bretons.

### Archéologie
L'archéologie montre un territoire typiquement anglo-saxon, avec une coloration plus « angle »  dans le nord (signe, peut-être, d'une immigration mercienne) et plus « saxonne » dans le sud. Mais si, dans le nord-est, les tombes sont germaniques et païennes, à Gloucester un noyau urbain semble s'être maintenu, et l'église St Mary de Lode succède à un édifice romain. Le destin de Worcester aux VIe – VIIe siècles est très obscur, mais à Ripple (Worcestershire), la continuité entre période romaine et période anglo-saxonne paraît bien établie. Dans l'extrême sud enfin, autour de Bath, une frontière établie à date ancienne entre autochtones romano-bretons et envahisseurs, encore matérialisée par des fortifications de terre (Wansdyke), semble avoir autorisé une paix précaire mais réelle. L'autonomie des Hwicce et la prépondérance mercienne ont eu pour effet de maintenir les Saxons de l'Ouest au-delà de la rivière Avon et d'avoir orienté leur expansion plutôt vers la Cornouailles.

### Bataille de Cirencester
La Chronique anglo-saxonne rapporte brièvement qu'en l'an 628, les Saxons de l'Ouest, sous la conduite de Cynegils et de Cwichelm, livrent à Cirencester une bataille contre Penda, roi de Mercie et que l'affaire se conclut par un traité. S'il y eut bataille, il est évident que Penda en fut le vainqueur. La région n'est pas annexée par le Wessex, mais elle ne l'est pas davantage par la Mercie. On a suggéré que Penda y avait déjà des alliés ; c'est peut-être à cette occasion que le pouvoir des Hwicce s'est érigé en une « royauté » qui aurait été ainsi, dès l'origine, sous protectorat mercien.

### Royauté hwicce
Bien que le titre de roi figure dans les chartes et que Bède l'emploie à propos d'Osric, cette notion de royauté n'est pas claire chez les Hwicce. Aucune liste de souverains ne nous est parvenue, et celles que les historiens modernes établissent à grand peine ne parviennent à s'accorder ni sur la succession des noms, ni sur les dates. On a l'impression d'une part que le titre royal est accordé à des membres de la même famille qui « règneraient » conjointement, d'autre part que ces « rois » sont toujours des dépendants (subreguli) du roi de Mercie. Ainsi Osric est « roi des Hwicce » lorsqu'il octroie une charte à l'abbesse Bertana de Bath, mais, un peu plus tard, lui et son frère sont simplement désignés comme ministri lorsqu'ils reçoivent eux-mêmes des donations de la main d'Æthelred de Mercie. Le titre s'éteint complètement à la fin du VIIIe siècle. Æthelmund, tué en 802 lors d'une campagne contre le Wessex, n'est plus qu'un « princeps ».

## Liste des souverains des Hwicce
| Nom                 | Floruit        | Remarques |
| ------------------- | -------------- | --- |
| Eanfrith et Eanhere | années 660     | Frères cités par Bède, qui ne leur donne pas de titre. Ils doivent être contemporains de Penda (mort en 655) et de Wulfhere de Mercie (658-675).     |
| Osric               | années 670-680 | Sans doute fils d'Eanhere, cité comme roi (675-676) et comme dépendant du roi de Mercie (679). Mort à une date indéterminée et enterré à Gloucester. |
| Oshere              | années 690     | Sans doute frère d'Osric, mort avant 716. |
| Æthelheard          | 709            | Sans doute fils d'Oshere. |
| Æthelweard          | 706-716        | Cité comme subregulus (706), sans doute fils d'Oshere.                                                                                               |
| Æthelric            | 736            | Cité comme subregulus, sans doute fils d'Oshere. |
| Eanberht            | 755-759        | Frère d'Uchtred et Ealdred. |
| Uchtred             | 755-777        | Frère d'Eanberht et Ealdred. |
| Ealdred             | 755-778        | Frère d'Eanberht et Uchtred. |
| Æthelmund           | mort en 802    | Ealdorman, tué au combat. |

L'intégration du royaume des Hwicce dans la Mercie semble avoir été complète dès avant 790. Il en suit désormais le sort. Lorsque la Mercie est dépecée par les Danois dans les années 880, l'ancien royaume constitue une partie importante de ce qu'on appelle la « Mercie anglaise », sous domination du Wessex. Le fameux « noble Æthelred » qui en a le gouvernement (v. 883-911), gendre d'Alfred le Grand et héros de la bataille de Tettenhall contre les Vikings, était sans doute un descendant des Hwicce.

### Autres Hwicce connus
- Oswald, cité en 679 comme frère d'Osric et thegn du roi de Mercie. Rien ne permet de lui accorder le titre de roi.
- Æthelmod, connu par un acte de 680 qui ne le qualifie pas de roi. Peut-être fils d'Osric.
- Osred, connu par une charte de 743 ; désigné comme membre de la famille royale plutôt que comme roi lui-même.